# Novine
Novine so slovenski rimokatoliški tednik, ki je izhajal na Madžarskem od 25. januarja 1914 do leta 1919 in pozneje tudi do leta 1941. Izdajal pa ga je slovenski politik Jožef Klekl. Beseda novine pomeni časopis v prekmurskem jeziku. 
Namen izdajanja tednika je bilo ohranjanje in negovanje narodne zavesti in jezika slovenskih katoličanov. Leta 1918 je Klekl iz Novin dal pobudo za nastanek Slovenske krajine, ki bi bila avtonomno območje v mejah Ogrske oziroma samostojna država. Kasneje se je časopis zavzel za združitev s SHS.

## Razlogi za ustvarjanje strani
Urbanizacija na Madžarskem je bila v različnih regijah različno izražena. Slabo urbaniuirane so bile zlasti regije, kjer so živele manjšine. V Prekmurju, na območju Slovencev na Madžarskem, je tudi na začetku 20. stoletja prevladovalo siromašno kmetijstvo, narodnost ni bila kos meščanstvu, zaradi slabe kmetijske zemlje pa območje ni bilo gospodarsko razvito, kar je zaviralo razvoj močnejše narodne zavesti. 
Ker nihče drug ni mogel stati na čelu narodnostnih gibanj, so slovenski politični voditelji izhajali iz cerkvenih izobražencev, duhovnikov, učiteljev kantorjev in nekaterih posvetnih izobražencev. Odnosi so bili večinoma usmerjeni na Madžarsko, zato je bilo tudi njeno kulturno področje odločilno v življenju narodnosti. Kljub temu so imeli Prekmurski Slovenci višji življenjski standard kot Madžari.
Z delom Jožefa Borovnjaka in Franca Ivanocija so oživeli odnosi s Slovenci v habsburških dednih provincah in kulturni razcvet. Izhajale so predvsem verske knjige, koledarji, časopisi itd., ki so jih podpirali tudi Madžari.

## Ustanovitev Novin
Prva samostojna publikacija Novin je pravzaprav izšla kot priloga Marijinega lista leta 1913, ki jo je prav tako urejal Jožef Klekl, vodja lokalne deželne frakcije Slovenske ljudske stranke.
Klekl je 19. januarja 1914 zaprosil zalske namestnike za dovolitev izdaje Novin kot samostojnega lista. Klekl v pismu izrazil, da bo list versko, literarno in družbeno tiskovno gradivo, za katerega je želel pridobiti finančno osnovo iz javnih prispevkov. Denar je začel zbirati 8. decembra 1913.
Klekl je zatrdil, da noče ustanavljati nacionalistično-političnega časopisa, ampak da bo skušal književnost in jezik brusiti na narodni (domoljubni) podlagi. List je nameraval poslati v ZDA tamkajšnjim Slovencem in prevesti publikacije Katoliškega ljudskega društva v prekmurski jezik.
Poročnik je izdal dovoljenje in Novine so najprej izšle v tiskarni v Zali, saj je Klekl živel tudi v Črenšovcih v Zalski županiji.

### Novine kot politični časopis
Nekaj mesecev pozneje je izbruhnila prva svetovna vojna, ki je bila usodna za Avstro-Ogrsko monarhijo. Zaradi vojne so se okrepila nacionalna gibanja in ob porazu vojne je Madžarska začela razpadati. Novine so nato začele dobivati radikalen ton in Klekl je v članku najprej zahteval širšo avtonomijo, nato pa se je, potem ko pogajanja niso prinesla rezultatov, zavzel za združitev z novo južnoslovansko državo, kasnejšo Jugoslavijo. Slednje je podpiral še posebej, ko je nasedel projekt Slovenska krajina.
Leta 1919 so komunisti zaplenili Kleklove Novine in nato so komunistično naravnano začeli urejati časopis pod uredništvom Vilmoša Tkalca in Jožefa Pustaja. V prvih petih izdajah Novin pod uredništvom Tkalca so uporabljali madžarski črkopis namesto slovenske gajice.
Po združitvi Jugoslavije se list ni ustavil in je nadaljeval s promocijo prekmurskega jezika v Jugoslaviji, med drugim je imel pomembno vlogo pri prenovi pisne prekmurščine. V nasprotju z nekaterimi trditvami ni bil protimadžarsko nastrojen, napadel je le prisilno madžarizacijo pod madžarsko politiko.

Po ponovnem zavzetju Prekmurja s strani madžarske vojske leta 1941 je nova politika madžarizacije ukinila večino slovenskih časopisov, tudi tiste v prekmurskem jeziku. Posebno velik razlog za ukinitev Novin je imelo madžarsko vodstvo zaradi dogodkov v letih 1918–1919, pa tudi zato, ker je bil list proti madžariziranju.